# Isla Mackinac
La isla Mackinac es una isla situada en el lago Hurón, uno de los Grandes Lagos, entre las dos penínsulas del estado de Míchigan, en Estados Unidos. La isla es una atracción turística y recibe muchos visitantes durante los meses del verano.

## Historia
Los británicos establecieron una fortaleza en la isla en 1780. El Tratado Jay le transfirió la isla a los Estados Unidos en 1790, pero los británicos no la abandonaron hasta 1796. En 1865 el gobierno federal creó una zona protegida llamada Mackinac Island National Park, para preservar el patrimonio natural y arquitectónico. En 1895 el parque fue transferido al gobierno de Míchigan.

## Transporte
La mayoría de los visitantes y mercancías llegan a la isla en barco. Hay un servicio de transbordador desde las ciudades de St. Ignace y Mackinaw City. El viaje a la isla dura aproximadamente 18 minutos. También hay un pequeño aeropuerto. Dentro de la isla no se permiten coches. El transporte es principalmente por medio de caballos y bicicletas. Hay una carretera por la periferia de la isla y varios senderos y calles en el interior. La mayoría de los visitantes alquilan bicicletas o pasean en carruajes.

## Turismo
Los automóviles están vetados en la isla y los sitios históricos son un destino turístico muy popular. Hay varios puntos de interés histórico y geológico que se pueden visitar. También hay una gran cantidad de dulcerías y tiendas de recuerdos por la calle principal del pueblo. Para los visitantes que quieren alojarse en la isla, hay varios hoteles y casas de huéspedes. El hotel más famoso es el Grand Hotel.

## Imágenes

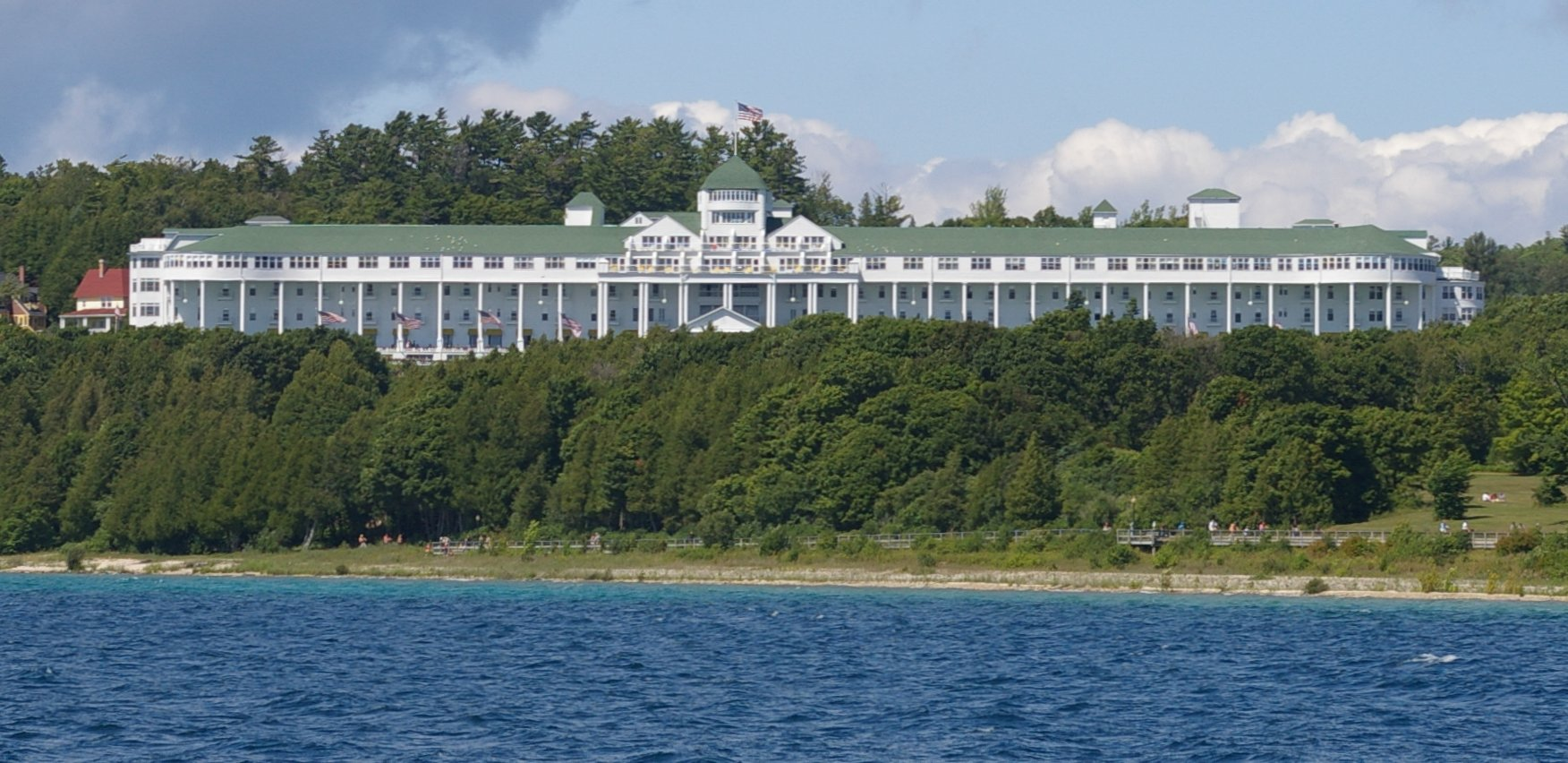
The Grand Hotel.
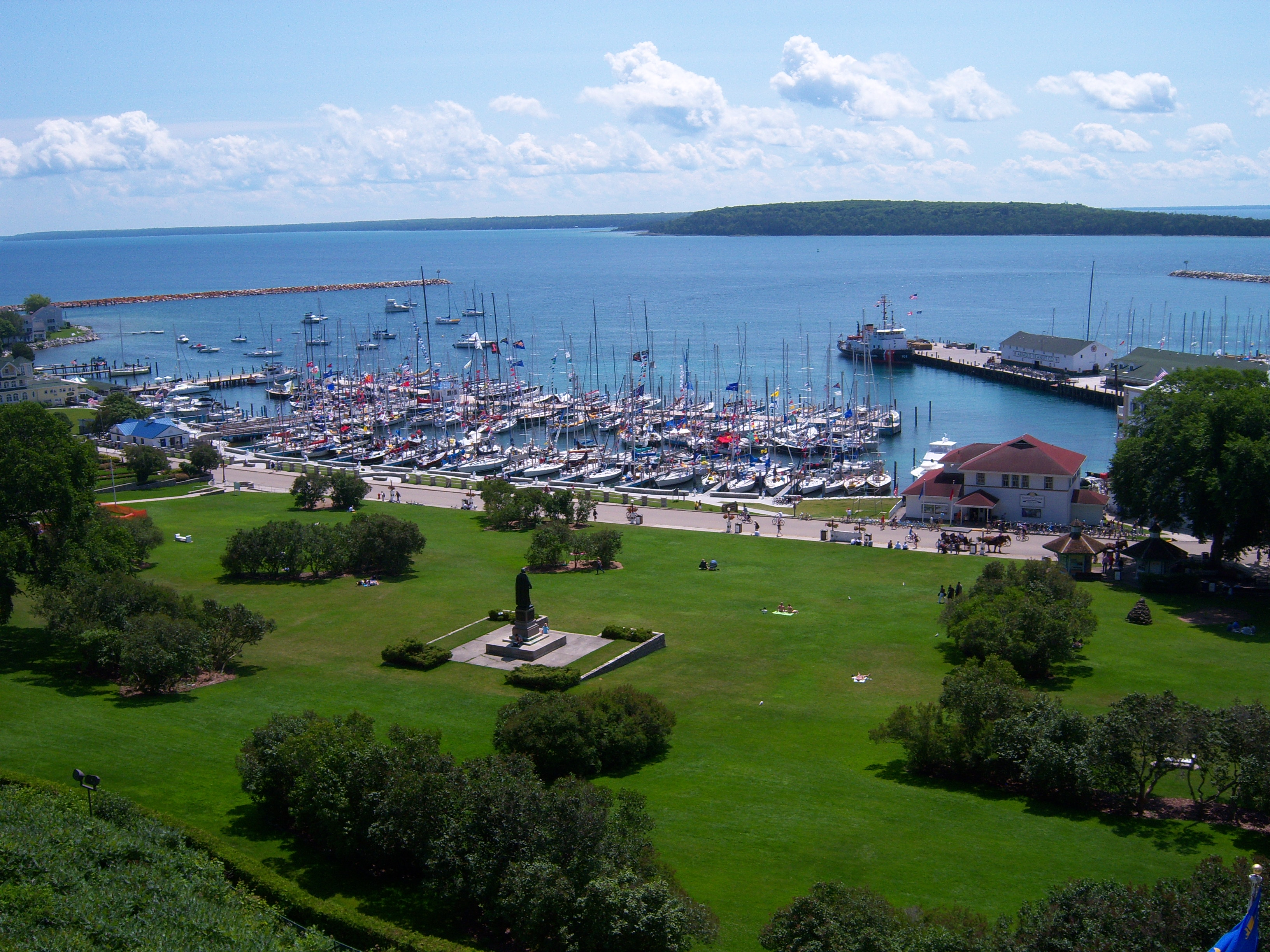
Puerto.
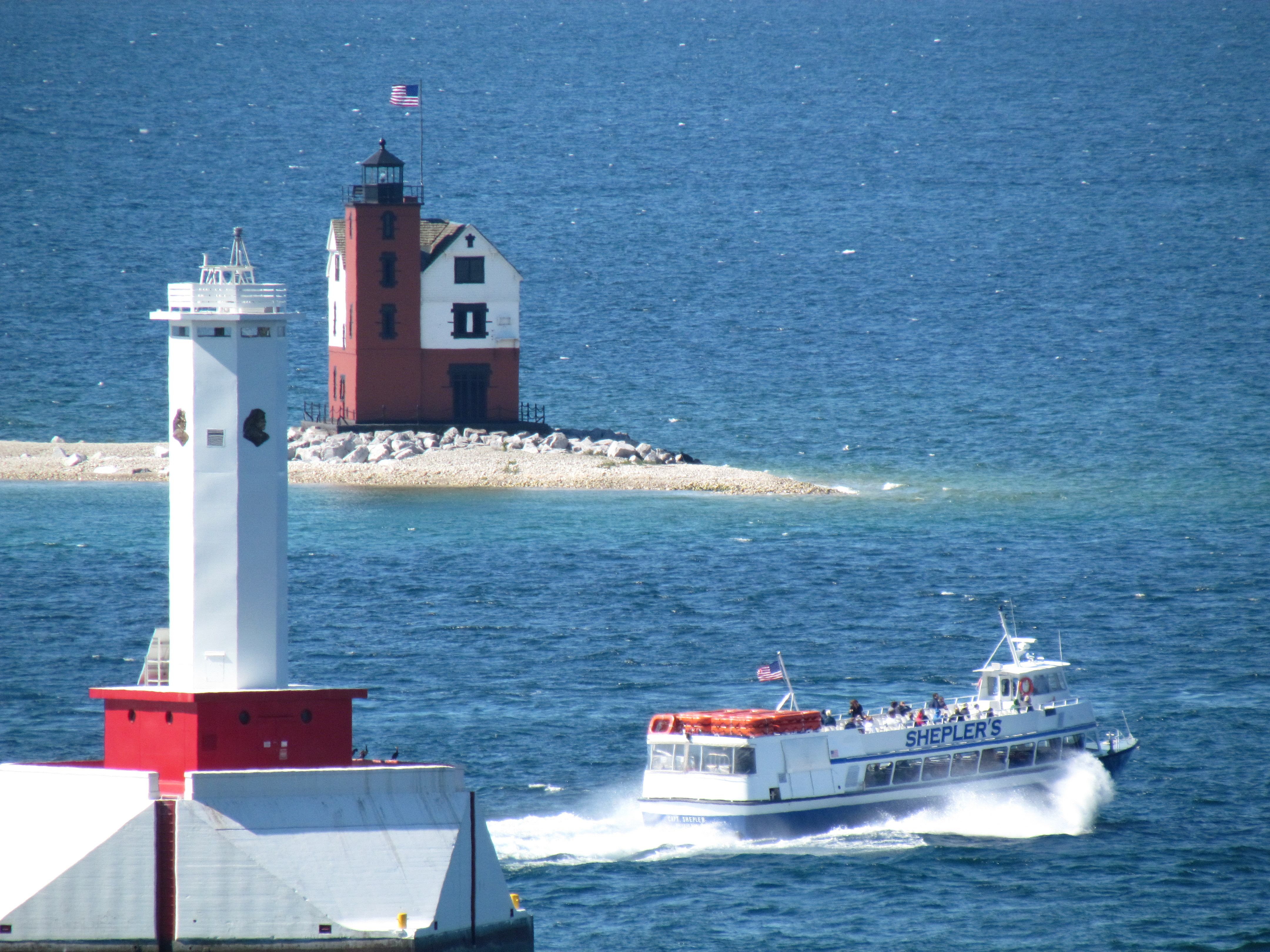
Ferry.
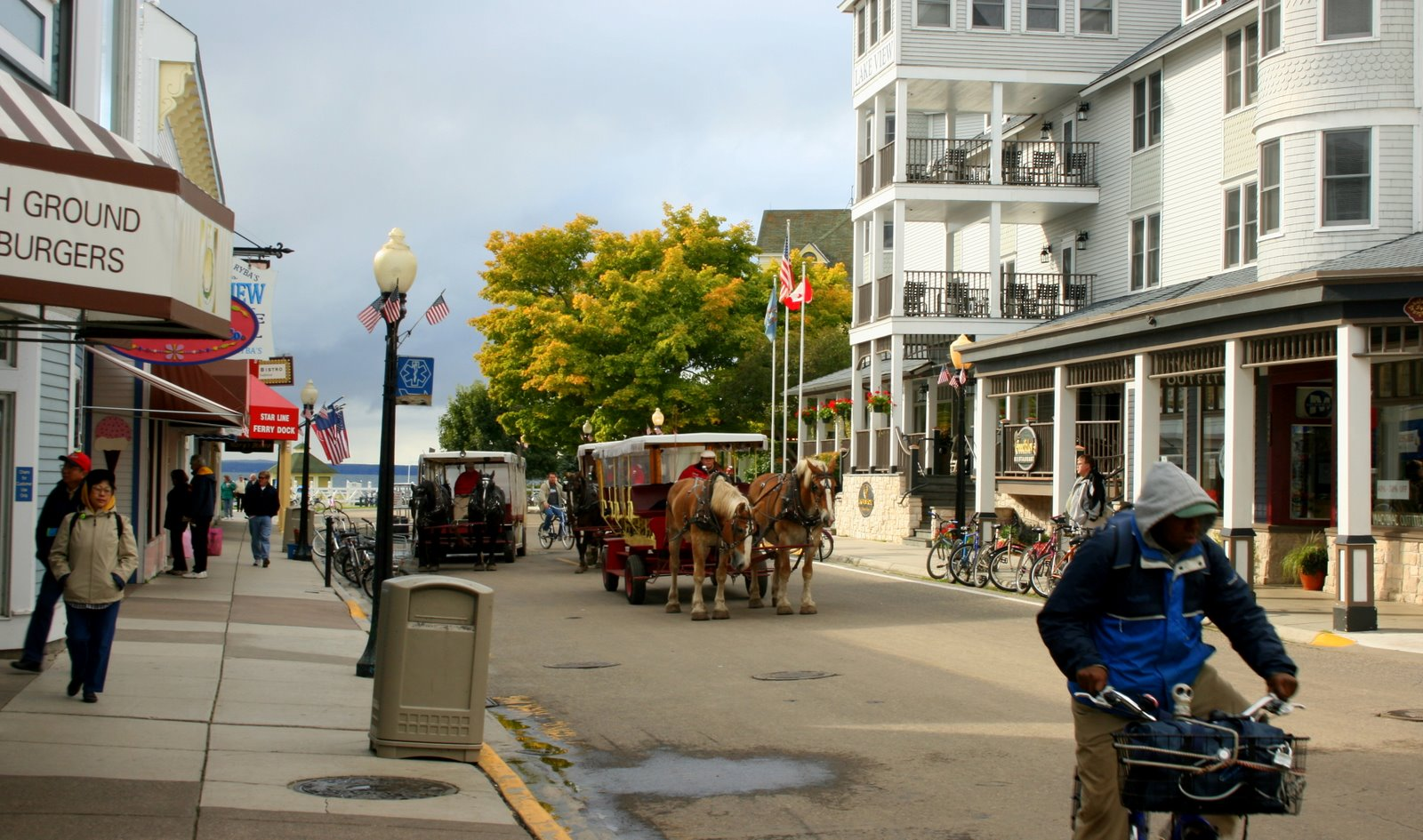
Calle principal.